# Lenzites
Lenzites Fr., Fl. Scan.: 339 (1836).
Questo genere è affine ai generi Trametes e Daedalea.

Al genere Lenzites appartengono funghi aventi le seguenti caratteristiche.

## Descrizione del genere

### Carpoforo
Costituito da uno o più cappelli, sottili, semicircolari, dalla superficie sbiadita, a zone concentriche, pelosa.

### Imenio
Ubicato nella faccia inferiore del carpoforo, munito di pori.

### Carne
Coriacea, suberosa.

### Spore
Bianche in massa.

## Habitat
Lignicolo.

## Commestibilità
Senza valore.

Sono tutti funghi non commestibili per la coriaceità dei carpofori.

## Specie di Lenzites
La specie tipo è Lenzites betulina (L.) Fr. (1838), altre specie incluse sono:
| - Lenzites adusta Lloyd (1916) - Lenzites alba Beeli (1929) - Lenzites alborepanda Lloyd (1923) - Lenzites angustata Schulz{?} - Lenzites aponica Berk. & Cooke - Lenzites applanata Fr. - Lenzites applanata Klotzsch (1833) - Lenzites aspera (Klotzsch) Fr. (1838) - Lenzites atropurpurea Sacc. (1873) - Lenzites aurea Velen. (1930) - Lenzites bicolor Fr. (1851) - Lenzites brasiliensis Mont. (1857) - Lenzites bresadolae Schulzer (1885) - Lenzites britzelmayrii Killerm. (1925) - Lenzites brunneola Berk. - Lenzites chinensis Cooke - Lenzites ciliata Lév. (1844) - Lenzites cinnabarina Imbach (1946) - Lenzites cobelliana Sacc. - Lenzites cookei Berk. (1876) - Lenzites corrugata Klotzsch - Lenzites crataegi Berk. (1847) - Lenzites crocata Sacc. - Lenzites cubensis Berk. & M.A. Curtis (1868) - Lenzites deplanata Fr. (1838) - Lenzites earlei Murrill (1908) - Lenzites elegans (Spreng.) Pat. (1900) - Lenzites eximia Berk. & M.A. Curtis - Lenzites ferruginea (F.C. Harrison) Sacc. & Trotter (1912) - Lenzites flabelliformis L.M. Dufour | - Lenzites fockei Miq. (1852) - Lenzites furcata Fr. (1838) - Lenzites gastaldii Heer - Lenzites gigantea Czern. - Lenzites glaberrima Berk. & M.A. Curtis (1872) - Lenzites glabra Lloyd (1919) - Lenzites glabrescens (Berk.) G. Cunn. (1950) - Lenzites guineensis Fr. - Lenzites gussonei Scalia (1900) - Lenzites interrupta Fr. - Lenzites japonica Berk. & M.A. Curtis (1860) - Lenzites klotzschii Berk. (1841) - Lenzites kusanoi (Murrill) Teng (1964) - Lenzites labyrinthica Quél. - Lenzites leveillei Pat. (1900) - Lenzites lutescens Syd. - Lenzites madagascariensis Henn. (1893) - Lenzites malaccensis Sacc. & Cub. (1887) - Lenzites mollis Heufl. ex Kalchbr. - Lenzites muelleri (Berk. ex Cooke) Lloyd (1919) - Lenzites myriophylla Fr. - Lenzites myriophylla Lév. (1863) - Lenzites nivea Cooke (1887) - Lenzites nummularia Lohwag (1937) - Lenzites palisotii (Fr.) Sacc. (1887) - Lenzites pallida Berk. (1842) - Lenzites pergamenea Pat. (1914) - Lenzites platyphylla Lév. (1844) - Lenzites platyphylla Cooke (1884) - Lenzites platypoda Lév. (1844) | - Lenzites polita (Fr.) Sacc. (1887) - Lenzites proxima Berk. (1876) - Lenzites queletii Schulzer (1885) - Lenzites reichardtii Schulzer - Lenzites repanda (Mont.) Fr. (1838) - Lenzites rugulosa Berk. (1851) - Lenzites septentrionalis P. Karst. (1866) - Lenzites shichiana (Teng & L. Ling) Teng (1964) - Lenzites sibirica P. Karst. (1904) - Lenzites sinensis Cooke (1889) - Lenzites spegazzinii Bres. (1926) - Lenzites stereoides (Fr.) Ryvarden (1972) - Lenzites striata var. minor Berk. (1872) - Lenzites striata var. striata (Sw.) Fr. (1838) - Lenzites styracina (Henn. & Shirai) Lloyd (1919) - Lenzites tenuis Hook. - Lenzites tenuis Lév. (1846) - Lenzites thermophila O. Falck - Lenzites torrida Kalchbr. (1880) - Lenzites trabeiformis (Murrill) Murrill (1912) - Lenzites tricolor Kalchbr. - Lenzites undulata (Hoffm.) Sacc. & Traverso (1910) - Lenzites ungulaeformis Berk. & M.A. Curtis (1849) - Lenzites unguliformis Berk. & M.A. Curtis (1838) - Lenzites velutina Ces. - Lenzites verrucosa J. Kickx f. (1841) - Lenzites vespacea (Pers.) Ryvarden (1972) - Lenzites warnieri Durieu & Mont. (1860) - Lenzites yoshinagae Lloyd (1922) |